# Железнодорожный маршрут Иу — Мадрид
Железнодорожный маршрут Иу — Мадрид — железнодорожный маршрут связывающий Европу и Азию. Общая протяженность маршрута составляет 10,000 километров (около 6,111 миль). Контейнерные поезда формируются в уезде Иу в Китае и направляются до конечного пункта в Мадриде. Другие пары городов, связанные регулярными грузовыми поездами между Китаем и Европой, по состоянию на 2016 год, это — Ляньюньган, Чунцин и Дуйсбург; Чэнду — Лодзь, Чэнду — Нюрнберг, Ухань — Пардубице. В целом, 12 китайских городов и 9 европейских связаны такими поездами.

## Части маршрута
Маршрут перевозки включает в себя территории Китая, Казахстана, России, Беларусь, Польши, Германии, Франции и Испании. В пунктах пересечения государственных границ стран СНГ, при приеме поездов с дорог третьих стран и при их сдаче, существуют специальные станции, занимающиеся реэкспедицией грузов, переоформлением ж.д. накладных в соответствии с существующим транспортным правом (СМГС или ЦИМ) и осуществляющих перегруз контейнеров на платформы соответствующей колеи.
Самый длинный отрезок пути пролегает по территории Российской Федерации. Это участок Транссиба, равный 7410 километров.

## Продолжительность маршрута
Маршрут занимает по времени от 16 дней до 21 дня при перевозке железнодорожным транспортом; 42 дня — морскими судами, и втрое больше автомобильным транспортом. Загрязнение окружающей среды в последнем варианте оказывается существенно большим, чем при использовании железнодорожного транспорта (114 тонн СО2 при автоперевозке, против 44 тонн по железной дороге).
На продолжительность прохождения влияет то, что часть стран (Казахстан, Россия, Беларусь), используют железнодорожную колею 1520 мм, в Испании колея составляет 1668 мм, остальные европейские страны и Китай имеют колею 1435 мм.